# طابع مقسوم

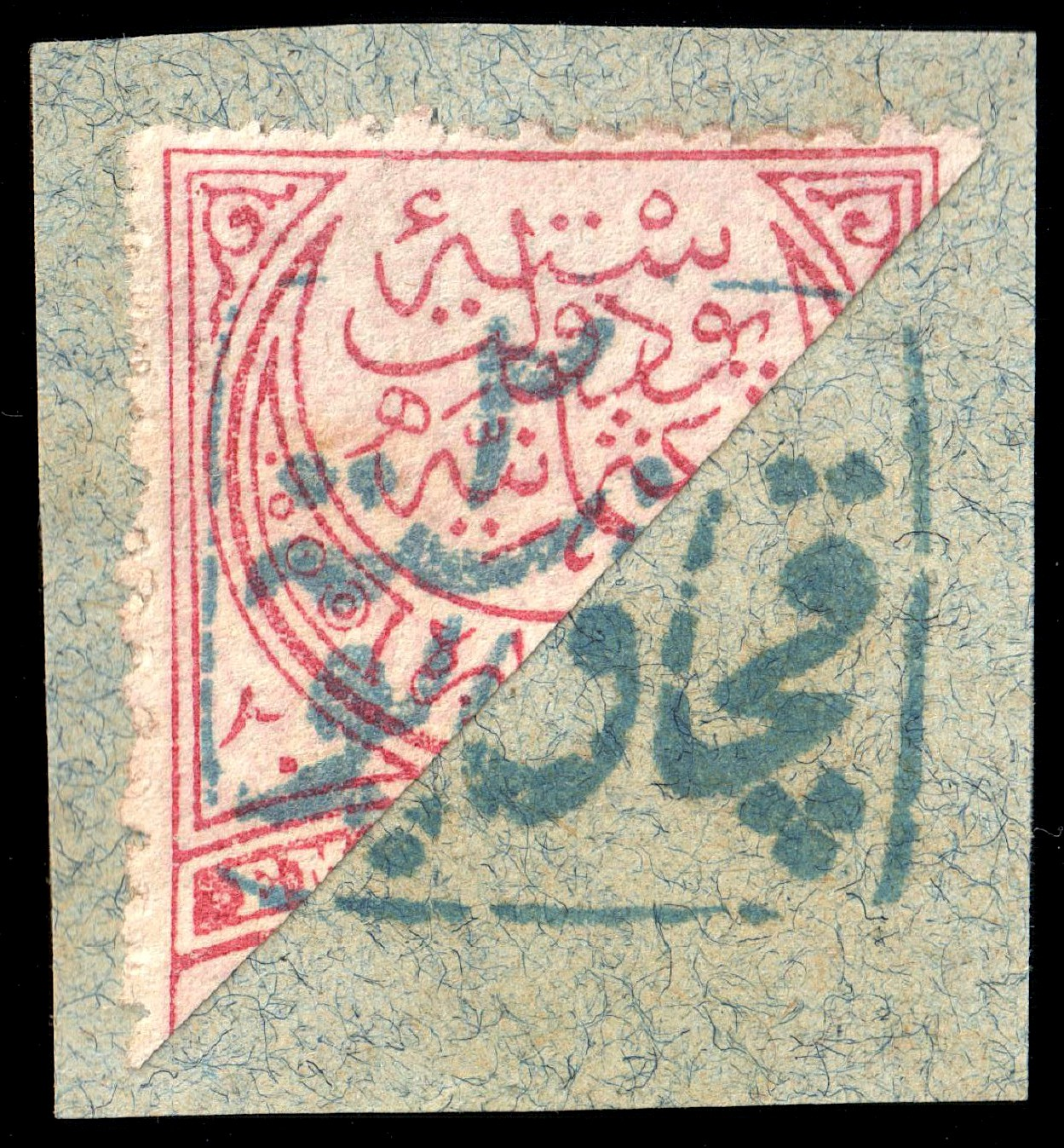
طابع من عهد الدولة العثمانية مشطور قسمين

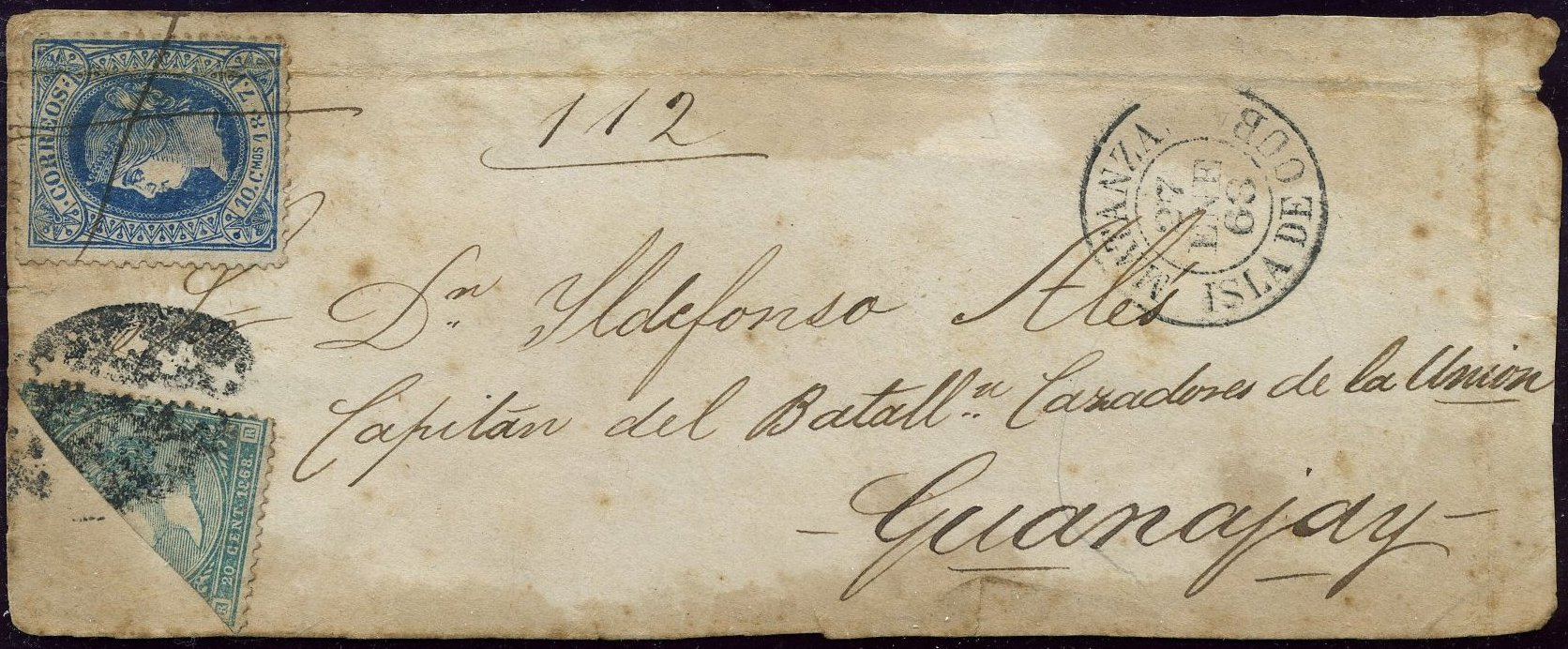
طابع بريدي (مع طابع عادي كامل) على رسالة من ماتانزاس إلى غواناخاي، مقاطعة لاهابانا في كوبا عام 1868. قُطع الطابع الـ20 سنتيموس إلى نصفين لاستخدامه كطابع بريد من فئة 10 سنتيموس دي إسكودو. ولقد ألغي الطابع المشطور بطابع يدوي موازي والطابع الآخر شطب عليهِ إلغاء بالقلم

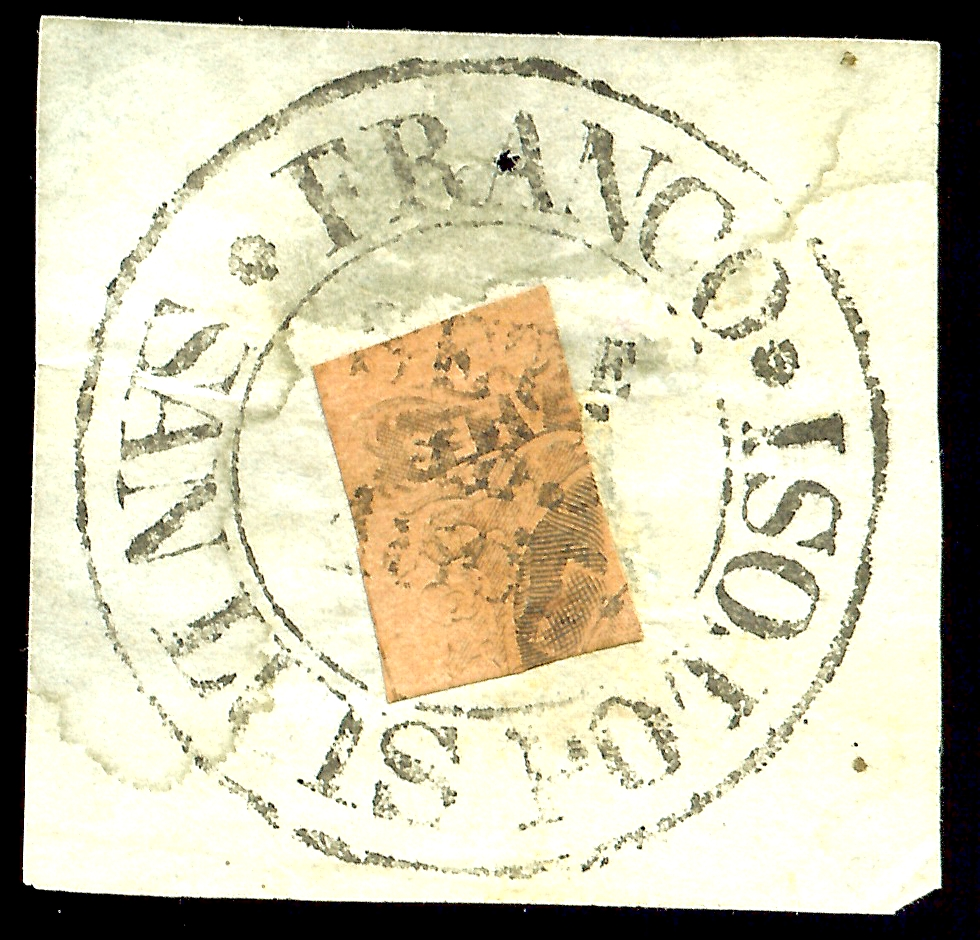
طابع مقسوم صادر من مكسيكو سنة 1861 بقيمة 8 ريالات مكسيكية، مع إلغاء سان لويس بوتوسي، ومع إلغاء قيمة 2 ريال

الطابع المقطوع أو الطابع المقسوم أو الطابع المشطور، وهي طوابع بريدية مقطوعة أو مقسومة جزئين أو أكثر، وغالباً ما يكون القطع بالتنصيف، ولكن أيضاً كسور أخرى، وتستعمل بريدياً حسب القيمة التناسبية للطابع بأكمله، فمثلاً طابع البريد الذي قيمتهُ سنتان عندما يشطر إلى نصفين يستعمل كطابع قيمتهُ سنت واحد.
عندما ينفد المخزون من طابع بريد معين، يلجأ مديرو البريد في بعض الأحيان إلى قطع الطوابع ذات الفئة الأعلى إلى نصفين، عمودياً أو قطرياً، وبالتالي الحصول على "طابعين" يمثل كل منهما نصف القيمة النقدية الأصلية أو القيمة "الاسمية" للطابع غير المقطوع. وقد لجأ عامة الناس أيضًا إلى هذه الممارسة، أحيانًا بموجب إذن رسمي أو ضمني وأحيانًا بدون أي إذن صريح. والكثير من هذه الحالات موثقة بشكل جيد في التاريخ البريدي. ومن أحد الأمثلة على ذلك هو شطر جزيرة غيرنسي أثناء الاحتلال العسكري الألماني لجزر القنال أثناء الحرب العالمية الثانية. من المعروف أن الطوابع المكسيكية المبكرة قد استُخدمت مقسومة إلى نصفين وثلاثة أرباع وأرباع وحتى أثمان.
العديد من الطوابع المنقسمة والمنشقة أكثر قيمة بكثير من طوابع البريد التي صُنعت منها. ومع ذلك، فإن هذه الطوابع لا تكون لها قيمة لهواة جمع الطوابع إلا إذا كان الجزء المقطوع لا يزال ملصقًا على الظرف أو قطعة منهُ تظهر عليها أثر الأختام البريدية، وإلا فلا يمكن التأكد من أن الطابع قد استُخدم في الواقع كطابع بريدي مقسوم وليس مجرد طابع كامل قطع بعد الاستخدام.

## معرض صور

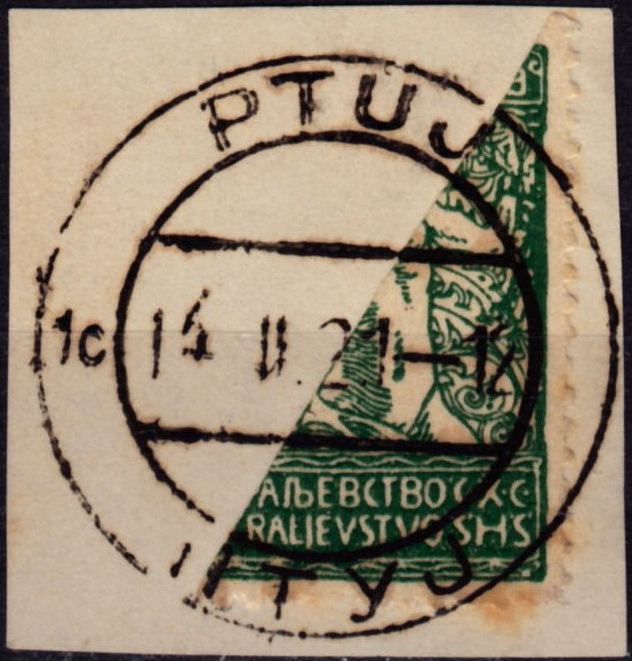
طابع مقسوم نصفين
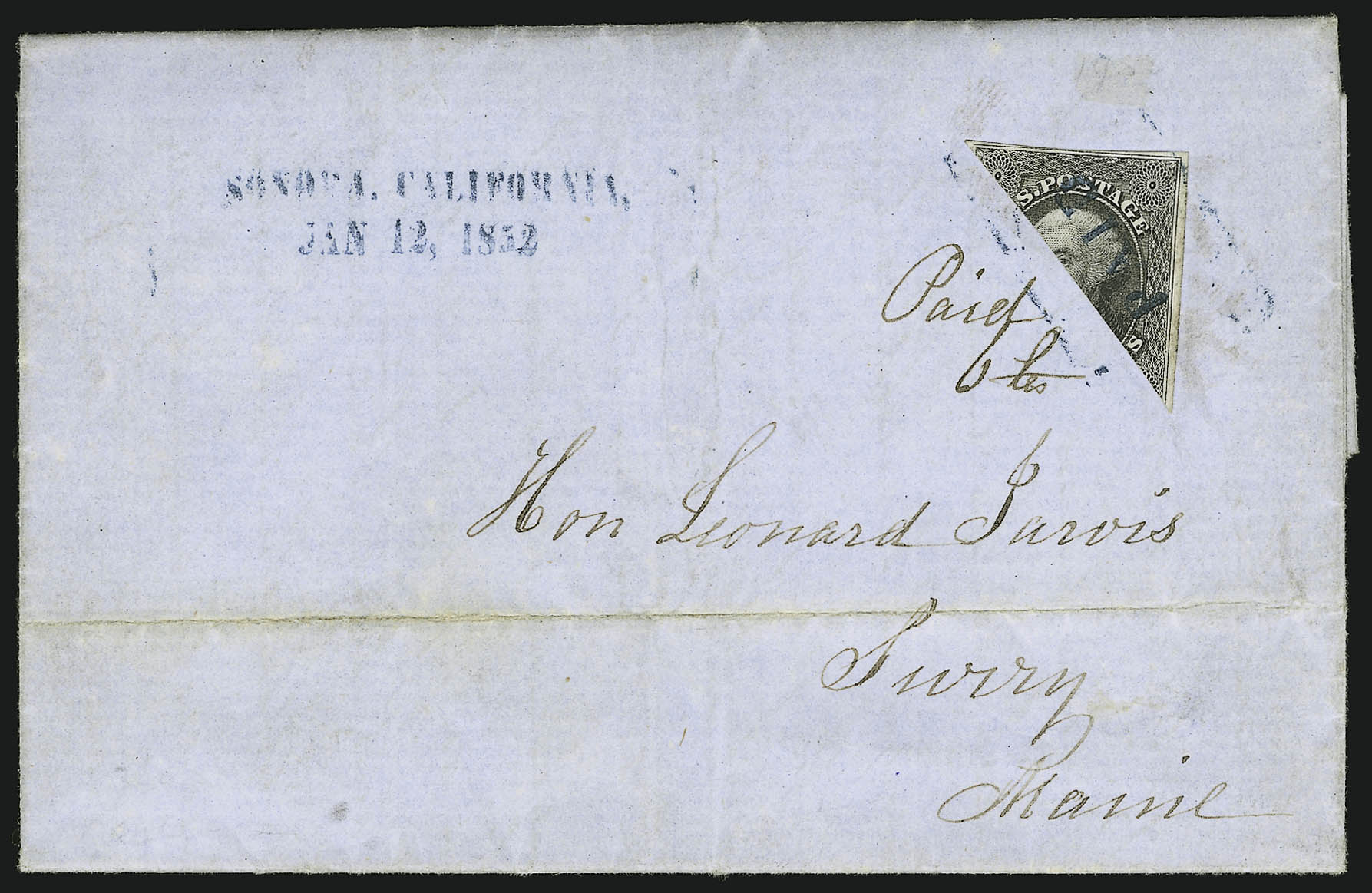
طابع بريدي صادر من الولايات المتحدة عام 1851، شطر مؤقتاً: أو شطر قطرياً بشكل غير رسمي من 12 سنتاً[5] ليستعمل كطابع 6 سنت.
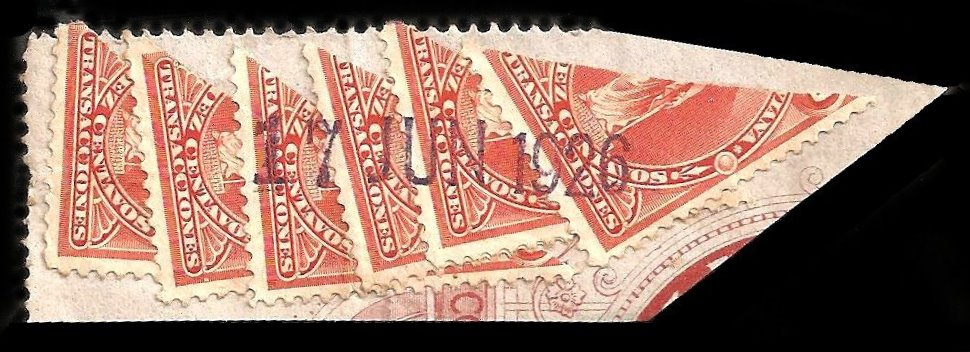
ختم بوليفيا على جزء من وثيقة تعود لعام 1926.
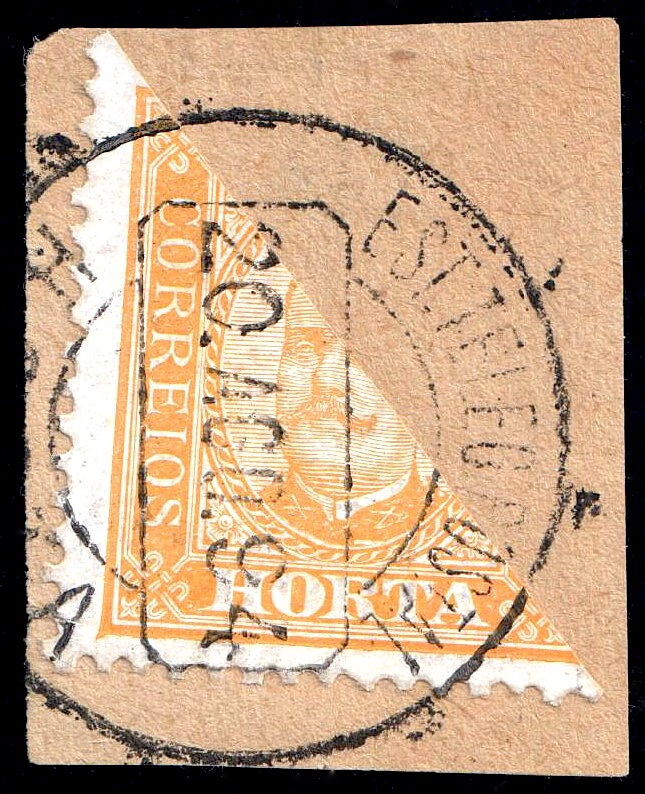
طابع صادر سنة 1894 من فئة 5 ريالات شطر إلى نصفين لأجل استعمالهُ كـطابع فئة: 2.5 ريال.
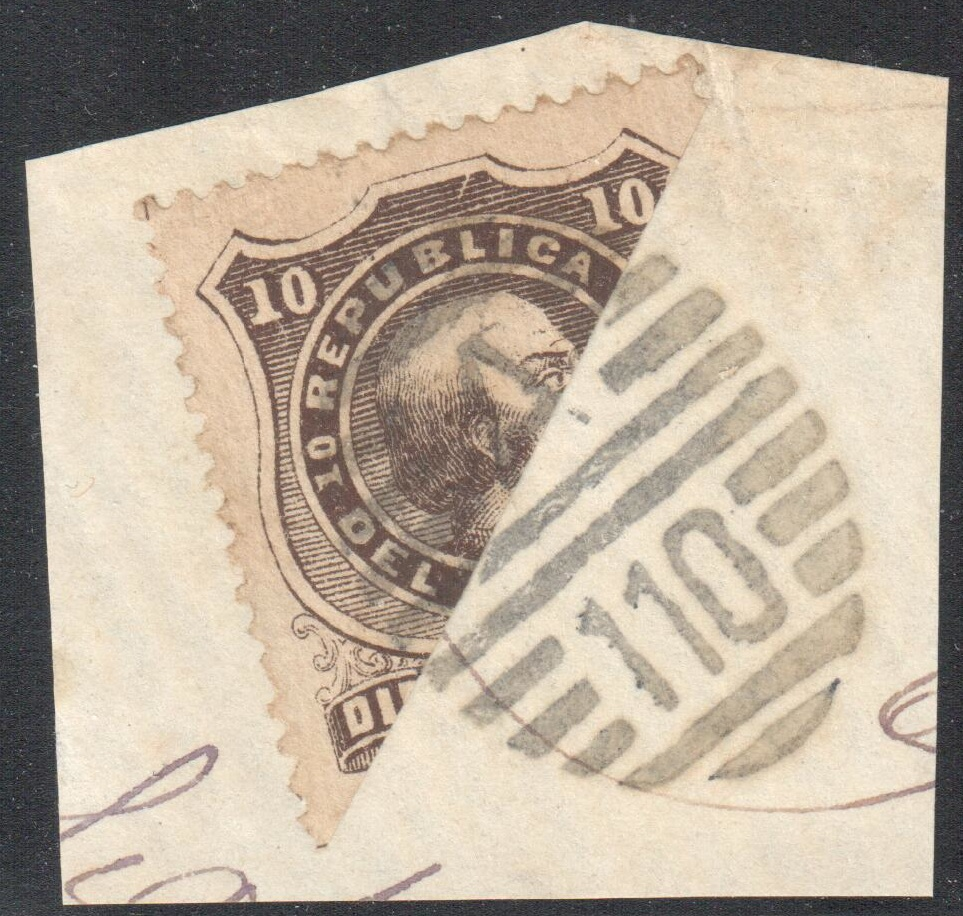
طابع صادر من الأوروغواي سنة 1883، من فئة 10 سنتوم قسم نصفين ليكون فئة 5 سنتوم.